# Alcimus cuthberstoni
Alcimus cuthberstoni är en tvåvingeart som beskrevs av Hobby 1934. Alcimus cuthberstoni ingår i släktet Alcimus och familjen rovflugor.
Artens utbredningsområde är Zimbabwe. Inga underarter finns listade i Catalogue of Life.